# Tařinka
Tařinka (Alyssum), v minulosti též tařice, je rod rostlin z čeledi brukvovité. Jsou to byliny a polokeře se střídavými jednoduchými listy a čtyřčetnými žlutými, bílými nebo narůžovělými květy.

## Názvosloví
Rod Alyssum se v minulosti nazýval tařice. Později z něj byly vyňaty některé druhy do samostatného rodu Aurinia, mezi nimi i v ČR rostoucí tařice skalní (Aurinia saxatilis). Pro rod Alyssum se poté objevilo jméno tařinka, které je uváděno v díle Květena České republiky i ve starší Dostálově Nové květeně ČSSR.

## Rozšíření
Udává se, že počet druhů rodu Alyssum převyšuje číslo 150. Nejvíce se jich vyskytuje v jihozápadní Asii a jihovýchodní Evropě, některé druhy se dostaly na sever Afriky, do Severní Ameriky i Austrálie. V České republice se vyskytuje pět druhů uvedených v taxoboxu.

## Popis
Obvykle byliny nebo polokeře které mohou být jednoleté, dvouleté nebo vytrvalé. Jsou většinou hustě porostlé přisedlými, hvězdicovitými, nežláznatými chlupy bez stopek. Květné lodyhy bývají poléhavé, vystoupavé nebo vzpřímené a většinou rozvětvené. Sterilní lodyhy a listové růžice u některých druhů chybějí. Bazální listy jsou celistvé a mívají řapíky nebo jsou přisedlé, obkopinaté, obvejčité či čárkovité. Střídavě a ve spirále vyrůstající lodyžní listy, 5 až 15 mm dlouhé, jsou přisedlé nebo zúžené do stopky, čárkovité nebo obkopinaté a většinou celokrajné.
Květy na stopkách a bez listenů vyrůstají v jednoduchých hroznovitých květenstvích nebo hrozny tvoří chocholík. Oboupohlavné čtyřčetné květy mají opadavý nebo jen zřídkakdy vytrvalý kalich jehož vzpřímené, podlouhle eliptické lístky, 1,5 až 2 mm velké, jsou po obvodě bíle lemované. Žlutá, světle žlutá, narůžovělá nebo bílá koruna je tvořena obvejčitými lístky delšími než jsou kališní, na vrcholu vykrojenými nebo okrouhlými a na bázi zúženými do nehtíku, vně jsou někdy řídce chlupaté. Nitky vnějších tetradynamických tyčinek mají z jedné neb obou stran křidélka nebo zoubky, prašníky jsou vejčité nebo podlouhlé a žlázky s nektarem bývají po obou stranách vnějších tyčinek. Gyneceum je složeno ze dvou plodolistů, pestík má dvoudílný semeník s dlouhou čnělkou a hlavičkovitou bliznou. Chromozomové číslo rodu x = 8.

## Rozmnožování

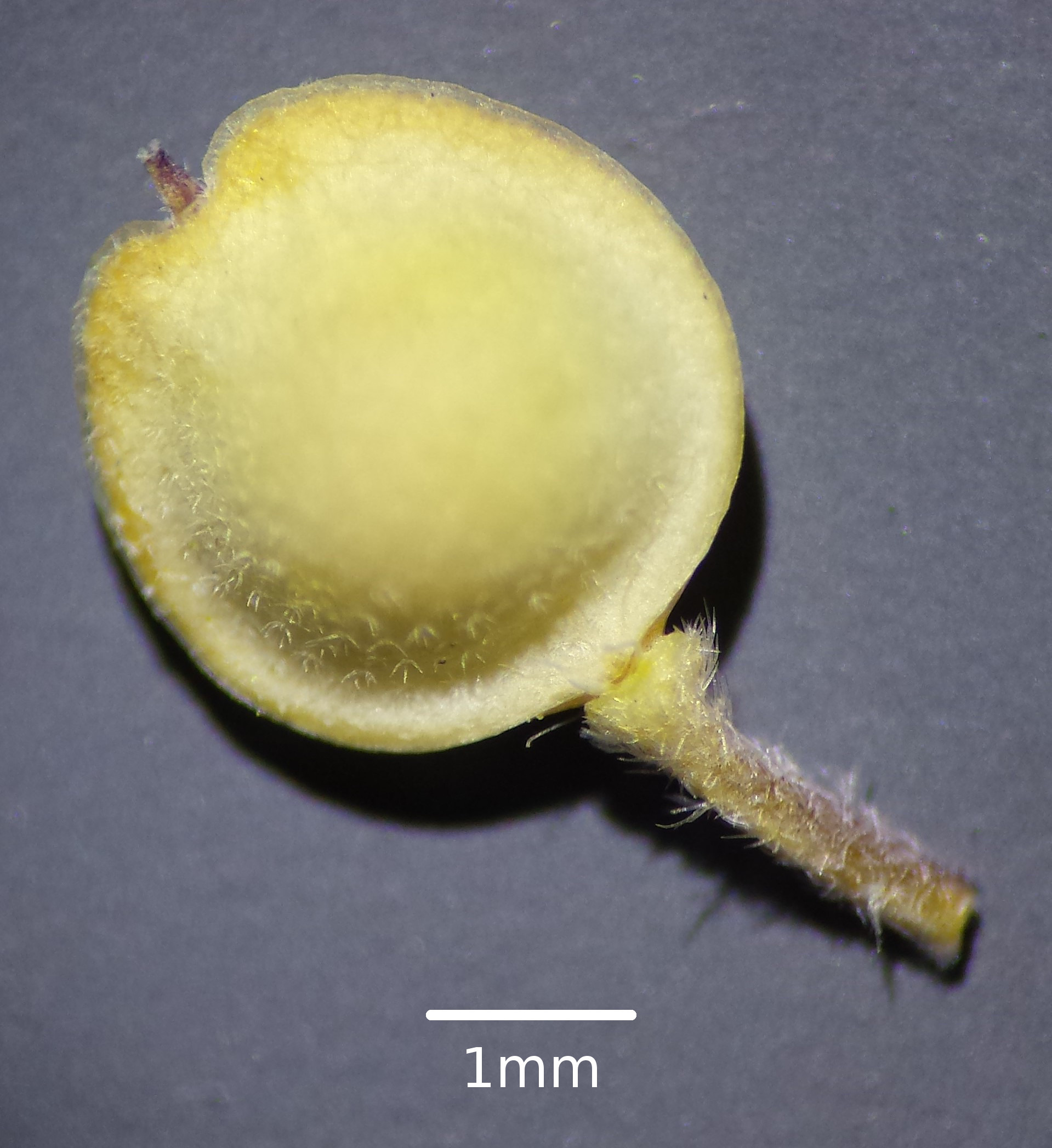
Plod se semeny

Plodem je velmi plochá, okrouhlá, dvoupouzdrá, podélně pukající šešulka. Mívá v pouzdře po dvou až deseti zploštělých, obvejčitých, bezkřídlých neb křídlatých, 1 až 1,5 mm velkých semenech bez masíčka s hladkým nebo mřížkovaným oplodím. Rostliny se v přírodě rozmnožují hlavně semeny která nejčastěji do okolí roznáší vítr.